# هاري الكسندر
هاري الكسندر (9 يونيو 1905 - 15 أبريل 1993) (بالإنجليزية: Harry Alexander)‏ هو لاعب كريكت أسترالي. شارك مع منتخب أستراليا الوطني للكريكت.

## وصلات خارجية
- هاري الكسندر على موقع إي آس بي آن كريك إنفو (الإنجليزية)